# Brian Krause
Brian Jeffrey Krause (født. 1. februar 1969 i El Toro, Californien) er en amerikansk skuespiller, der er bedst kendt for sin rolle som Leo Wyatt i tv-serien Heksene fra Warren Manor Hvor han var gift med en af heksene og det hele er meget kompliceret. Han var med til skrive historien til afsnit 20 i sæson 5, sammen med nogle andre. Sammen med eks-konen Beth har Brian sønnen, Jamen, (født. 1996). I dag bor Brian i Los Angeles.
I 1991 spillede Brian Krause overfor Milla Jovovich i Tilbage til den blå lagune.